# Lymantria diversa
Lymantria diversa este o specie de molii din genul Lymantria, familia Lymantriidae, descrisă de Turner 1936 Conform Catalogue of Life specia Lymantria diversa nu are subspecii cunoscute.